# Segunda Jerusalén (Perú)
 Segunda Jerusalén  es una localidad peruana ubicada en la región San Martín, provincia de Rioja, distrito de Elías Soplín Vargas. Es asimismo capital del distrito de Elías Soplín Vargas. Se encuentra a una altitud de 830 m s. n. m. Tenía una población de 2813 habitantes en 1993. Dispone de un centro turístico llamado TioYacu

## Clima
| Parámetros climáticos promedio de Segunda Jerusalén | Parámetros climáticos promedio de Segunda Jerusalén | Parámetros climáticos promedio de Segunda Jerusalén | Parámetros climáticos promedio de Segunda Jerusalén | Parámetros climáticos promedio de Segunda Jerusalén | Parámetros climáticos promedio de Segunda Jerusalén | Parámetros climáticos promedio de Segunda Jerusalén | Parámetros climáticos promedio de Segunda Jerusalén | Parámetros climáticos promedio de Segunda Jerusalén | Parámetros climáticos promedio de Segunda Jerusalén | Parámetros climáticos promedio de Segunda Jerusalén | Parámetros climáticos promedio de Segunda Jerusalén | Parámetros climáticos promedio de Segunda Jerusalén | Parámetros climáticos promedio de Segunda Jerusalén |
| Mes                                                 | Ene.                                                | Feb.                                                | Mar.                                                | Abr.                                                | May.                                                | Jun.                                                | Jul.                                                | Ago.                                                | Sep.                                                | Oct.                                                | Nov.                                                | Dic.                                                | Anual                                               |
| --------------------------------------------------- | --------------------------------------------------- | --------------------------------------------------- | --------------------------------------------------- | --------------------------------------------------- | --------------------------------------------------- | --------------------------------------------------- | --------------------------------------------------- | --------------------------------------------------- | --------------------------------------------------- | --------------------------------------------------- | --------------------------------------------------- | --------------------------------------------------- | --------------------------------------------------- |
| Temp. máx. media (°C)                               | 27.1                                                | 26.8                                                | 27.1                                                | 27.4                                                | 27.7                                                | 27                                                  | 27.1                                                | 27                                                  | 27.2                                                | 27.4                                                | 27.5                                                | 29.1                                                | 27.4                                                |
| Temp. media (°C)                                    | 22.7                                                | 23                                                  | 23.2                                                | 23.2                                                | 23.3                                                | 22.8                                                | 22.8                                                | 21.9                                                | 22.9                                                | 23.2                                                | 23.5                                                | 24.4                                                | 23.1                                                |
| Temp. mín. media (°C)                               | 18.3                                                | 19.2                                                | 19.3                                                | 19                                                  | 19                                                  | 18.7                                                | 18.5                                                | 16.8                                                | 18.6                                                | 19.1                                                | 19.6                                                | 19.7                                                | 19.7                                                |
| Fuente: climate-data.org                            |                                                     |                                                     |                                                     |                                                     |                                                     |                                                     |                                                     |                                                     |                                                     |                                                     |                                                     |                                                     |                                                     |

## Historia
El distrito de Elías Soplín Vargas, con su capital Segunda Jerusalén, fue creado en el año 1984. No obstante, su fundación inicia el 28 de julio de 1971, en el distrito de Aucayacu, provincia de Leoncio Prado, región Huánuco, cuando un grupo de 7 varones cristianos evangélicos denominados “Conjunto de Unidad de Iglesias del Perú y del Mundo”, se prepararon para cumplir con la misión que se cita en el libro de San Marcos 16: 15,16 .“Id por todo el mundo y predicad el evangelio a toda criatura.
El que cree y sea bautizado será salvo; pero el que no cree será condenado”; en esa virtud y después de 21 días de ayuno y oración, determinaron desde ya, que la iglesia que fundarían se llamaría “Iglesia Pentecostés Misionera Segunda Jerusalén”, en la provincia de Rioja, al norte de la región San Martín. En el lugar que el Espíritu Santo, por revelación, los había indicado, hoy se encuentra edificada, la casa de oración y fundado el pueblo, el cual se llama Segunda Jerusalén. 
Desde entonces, los líderes de la Iglesia Pentecostés Misionera Segunda Jerusalén (IPM), han sido los gestores de las instituciones que hoy existen, tales como: seguridad, salud, educación entre otras. Se visionó a la educación como el proceso transformador de las sociedades, identificando la necesidad de un centro que eduque a la persona, para esta vida, pero también para la eternidad.
En ese contexto, el 4 de agosto del año 2008, la IPM representada por el Pastor Misionero Regner Pisco Salazar, se gestionó la apertura de la Institución Educativa Particular San Lucas, la cual fue autorizada el año 2009, para funcionar con el nivel básico de primaria.
En el año 2010, se crean los niveles de inicial y secundaria.
El 7 de septiembre del año 2015, se crea el Instituto de Educación Superior Privado San Lucas, con las carreras profesionales técnicas de Construcción Civil y Farmacia, iniciando sus actividades en su primera convocatoria el año 2016. El 9 de noviembre del año 2018, mediante Resolución Ministerial N° 607-2018-MINEDU, obtuvo el anhelado licenciamiento institucional, convirtiéndose en el primer instituto de la región, licenciado por el MINEDU.
En 26 de julio mediante la Resolución Ministerial N° 379-2019-MINEDU, se amplió el licenciamiento para tres carreras más: Enfermería, Administración de Empresas y Contabilidad, programas de alta demanda laboral, y con un enfoque de formación “productivo - empresarial”, que implica que sus egresados serán competentes tanto para que presten sus servicios a instituciones públicas y privadas de manera eficiente fundamentada en valores, así como también con la motivación de emprender su propia empresa, para ello la institución implementará la unidad de incubadora de negocios a cargo de profesionales con experiencia  en el campo.

## Lugares de interés
tioyacuhttps://www.tripadvisor.com.pe/Attraction_Review-g4601156-d8692280-Reviews-Centro_Turistico_Naciente_del_Rio_Tio_Yacu-Rioja_San_Martin_Region.html
Ubicado en Selva Alta a una altitud de 898 m. s. n. m. desde donde se puede apreciar cómo nacen las aguas frías y cristalinas del río TioYacu; desde la base de la montaña alta de una espesa vegetación, formando en su recorrido pozas y cascadas naturales para darse un refrescante baño y luego sigue su cauce; en un tramo de las orillas del río se encuentran tambos típicos, bancas para descansar, vestuarios, servicios higiénicos, kiosco y venta de golosinas.
Acceso . Es vía terrestre, Se puede llegar a pie desde Segunda Jerusalén y se encuentra a 14 km de la ciudad de Rioja (20 minutos en carro).
Actividades desarrolladas en el atractivo.
-Toma de fotografías y filmaciones.
-Caminata.
-Observación de flora y fauna.
-Natación.
-Excursiones.
-Juegos (fulbito, vóley, etc.)
-Descanso en hamaca